# Adolf Hitler
Adolf Hitler [ádolf hítler], nemški diktator in nacistični voditelj avstrijskega rodu, * 20. april 1889, Braunau am Inn pri Linzu, Avstro-Ogrska (danes Avstrija), † 30. april 1945, Berlin, Tretji Rajh (danes Nemčija).
Hitler je bil od leta 1933 do 1945 nemški voditelj. Na oblast se je povzpel z nacistično stranko in leta 1933 postal kancler, nato pa je leta 1934 prevzel naziv Führer und Reichskanzler. Med svojo vladavino je sprožil drugo svetovno vojno v Evropi z napadom na Poljsko 1. septembra 1939. Bil je tesno vključen v vojaške operacije med vojno in je bil osrednjega pomena za izvajanje holokavsta, genocida nad šestimi milijoni Judov in milijoni drugih žrtev.
Hitler se je rodil v Avstriji, ki je bila takrat del Avstro-Ogrske, in je odraščal v bližini Linza. Leta 1913 se je preselil v Nemčijo in bil odlikovan med službovanjem v nemški vojski v prvi svetovni vojni. Leta 1919 se je pridružil Nemški delavski stranki (DAP), predhodnici nacistične stranke, in bil imenovan za vodjo nacistične stranke leta 1921. Leta 1923 je poskušal prevzeti vladno oblast v neuspelem državnem udaru v Münchnu in bil zaprt s petletno kaznijo. V zaporu je napisal svojo prvo knjigo svoje avtobiografije in politični manifest Mein Kampf ("Moj boj"). Po svoji predčasni izpustitvi decembra 1924 je Hitler pridobil ljudsko podporo z napadom na Versajsko pogodbo in s karizmatičnim govorništvom in nacistično propagando spodbujal germanizem, antisemitizem in protikomunizem. Pogosto je obsojal mednarodni kapitalizem in komunizem kot del judovske zarote.
Novembra 1932 je nacistična stranka pridobila največ sedežev v nemškem Reichstagu, vendar ni imela večine za zmago. Posledično nobena stranka ni mogla sestaviti večinske parlamentarne koalicije v podporo kandidatu za kanclerja. Nekdanji kancler Franz von Papen in drugi konservativni voditelji so prepričali predsednika Paula von Hindenburga, da je 30. januarja 1933 imenoval Hitlerja za kanclerja. Kmalu zatem je Reichstag sprejel akt o omogočanju iz leta 1933, ki je začel proces preoblikovanja Weimarske republike v nacistično Nemčijo, enopartijsko diktaturo, ki je temeljila na totalitarni in avtokratski ideologiji nacizma. Hitler je želel izločiti Jude iz Nemčije in vzpostaviti nov red, ki je nasprotoval krivicam mednarodnega reda po prvi svetovni vojni, v katerem sta prevladovali Velika Britanija in Francija. Njegovih prvih šest let na oblasti je povzročilo hitro okrevanje nemškega gospodarstva po veliki gospodarski krizi, odpravo omejitev, uvedenih za Nemčijo po prvi svetovni vojni, in priključitev ozemelj, na katerih je živelo milijone Nemcev, kar mu je dalo znatno podporo javnosti.
Hitler je za Nemce iskal nov življenjski prostor v vzhodni Evropi, njegova agresivna zunanja politika pa velja za primarni vzrok druge svetovne vojne v Evropi. Vodil je obsežno oboroževanje in 1. septembra 1939 napadel Poljsko, zaradi česar sta Velika Britanija in Francija Nemčiji napovedali vojno. Junija 1941 je Hitler ukazal invazijo na Sovjetsko zvezo (t.i. Operacija Barbarossa). Do konca leta 1941 so nemške sile in sile evropske osi zasedle večino Evrope in Severne Afrike. Ti izkupički so se po letu 1941 postopoma obrnili, leta 1945 pa so zavezniške vojske premagale nemško vojsko. 29. aprila 1945 se je Hitler poročil s svojo dolgoletno ljubimko Evo Braun v podzemnem bunkerju v Berlinu. Manj kot dva dni kasneje sta zakonca storila samomor, da ju ne bi ujela sovjetska Rdeča armada. Njuna trupla so nato sežgali.
Zgodovinar in biograf Ian Kershaw opisuje Hitlerja kot sodobnega politika zla. Pod Hitlerjevim vodstvom in rasno motivirano ideologijo je bil nacistični režim odgovoren za genocid približno šestih milijonov Judov in milijonov drugih žrtev, ki so jih on in njegovi privrženci označevali za Untermenschen (podčloveke) ali družbeno nezaželene. Hitler in nacistični režim sta bila odgovorna tudi za množični poboj skoraj 19,3 milijona civilistov in vojnih ujetnikov. Število civilistov, ubitih med drugo svetovno vojno, je trenutno brez primere, žrtve pa predstavljajo najsmrtonosnejši spopad v človeški zgodovini.

## Zgodnje življenje in družina
Adolf Hitler se je rodil 20. aprila 1889 v mestecu Braunau am Inn v Avstro-Ogrski, blizu meje z Nemškim cesarstvom, staršem Aloisu Hitlerju in Klari Hitler. Oče Alois Hitler, rojen Alois Schicklgruber, nezakonski sin Marie Anne Schicklgruber, je pri 39 letih prevzel priimek svojega krušnega očeta Johana Georga Hiedlerja s spremenjenim zapisom. O rodu Adolfa Hitlerja so se pogosto širile z dokazi slabo podkrepljene razlage, po katerih naj bi bili njegovi predniki judovskega rodu. Danes je znano, da so takšne razlage neosnovane.
Alois Hitler je s svojo tretjo soprogo Klaro Pölzl imel skupno šest otrok, od katerih sta odrasla le Adolf in najmlajša sestra Paula. Očeta je Adolf Hitler v življenjepisu Mein Kampf opisal kot »vzkipljivega tirana«, vendar ni navedel ravnanja, ki bi bilo do otrok bolj trdo, kot je bilo takrat v navadi. Po pričevanjih znancev je bil oče Alois do žene in otrok hladen in grob.
Adolf Hitler je v Linzu dokončal pet let osnovne šole in tam preživel večino svojega otroštva. Že v tistem času ga je veselilo risanje. Mesto Linz je Hitler hotel kasneje spremeniti v kulturno prestolnico Evrope z galerijami, knjižnicami, operami, gledališči, muzeji in podobnim. Tam je tudi nameraval preživeti starost, ko bi se upokojil.
Leta 1907 se je preselil na Dunaj, da bi študiral slikarstvo, vendar so ga na Akademiji lepih umetnosti dvakrat zavrnili. Preživljal se je s prodajanjem slik, čestitk in božičnih ter novoletnih voščilnic in izdelovanjem plakatov, saj ni želel študirati arhitekture, kot so mu priporočili na akademiji. Istega leta mu je umrla mati. Družinski zdravnik, ki je ni mogel rešiti pred smrtjo (umrla je za rakom na prsih), je bil po naključju Jud, Eduard Bloch. Zadnje dni življenja decembra 1907 ji je ta judovski zdravnik z morfijem lajšal hude bolečine, prihajal tudi ponoči in brez plačila in tega Hitler ni nikoli pozabil. Do izselitve v ZDA je zdravnik Bloch v Linzu lahko še naprej nemoteno opravljal svojo prakso in jo lahko tudi prodal (za Himmlerja, Heydricha in Kaltenbrunnerja je bil "nedotakljiv"). Eduard Bloch je po preselitvi v ZDA ameriškemu psihologu Charlesu Langerju (s sodelavci) pomagal izdelati osebni profil Adolfa Hitlerja, v katerem je napovedal tudi njegov samomor.
Do svojega petindvajsetega leta je Hitler živel na Dunaju, mestu, ki ga je sovražil, potem pa se je preselil v München. Vsa ta leta je bil brez poklica. Sovražil je alkohol (izkušnja z očetom), bil je nekadilec in vegetarijanec ter osebno precej skromen. Bolehal je za Basedowovo boleznijo (bolezen ščitnice - posledica so izbuljene oči in slab vid - namesto z očali si je pomagal z močnim povečevalnim steklom) in proti koncu življenja še za Parkinsonovo boleznijo (tresavica leve roke).

## Prva svetovna vojna
Zaradi nezadovoljstva nad ureditvijo Avstro-Ogrske se je Hitler leta 1913 izognil vpoklicu v vojsko in pobegnil v München. Tam se je že leta 1914 zaradi pomanjkanja denarja prostovoljno javil v nemško vojsko in se ob začetku prve svetovne vojne pridružil bavarski vojski. Hitlerju je vstop v vojno prinesel nekaj čisto novega, skoraj polovico svojega časa pa je preživel na sedežu polka. Tu se je končno lahko enačil z drugimi in imel enake možnosti kot ostali. Med službovanjem na sedežu je Hitler nadaljeval s svojim umetniškim delom, risal je risanke in pisal navodila za vojaški časopis.
Prve bitke v kateri je bil Hitler prisoten, so bile bitka pri Ypresu, bitka na Sommi, bitka pri Arrasu in bitka pri Passchendaele in bitka pri Sommi kjer je bil prvič ranjen. Odlikovan je bil za pogum, leta 1914 je prejel železni križ, druge stopnje. Na priporočilo poročnika Huga Gutmanna, Hitlerjevega judovskega predstojnika, je 4. avgusta 1918 prejel železni križ prve stopnje, odlikovanje, ki je bilo redko podeljeno enemu od Hitlerjevih činov Gefreiter. Marca 1917 se je vrnil na fronto, kjer je bil zaradi dobrega bojevanja odlikovan z železnim križcem prve in druge stopnje.
Hitler je bil med služenjem v vojni tudi večkrat ranjen in poškodovan. 7. oktobra 1916 je bil ranjen v bitki na Somi, ko je eksplodirala lupina v zemlji med begom. Kasneje se je na tej fronti zastrupil z iperitom in konec vojne dočakal v bolnišnici, s činom poddesetnika. Ko je Hitler ob koncu vojne, izvedel za poraz Nemčije, po lastnem mnenju, po prejemu te novice, doživel drugi napad slepote. Bil je razočaran in zagrenjen. Tako kot ostali vojaki se je tudi on spraševal o smislu vojne, ki je tako dolgo trajala. Iz bolnišnice se je vrnil v München, kjer je delal pri armadi in sodeloval pri obračunavanju z levico.
Hitler je vojno opisal kot "največjo izmed vseh izkušenj", njegovi poveljniki pa so ga pohvalili za pogum. Njegove vojne izkušnje so okrepile njegovo nemško domoljubje in bil je šokiran nad porazom Nemčije novembra 1918. Njegova grenkoba zaradi propada vojnih prizadevanj je začela oblikovati njegovo ideologijo. Tako kot drugi nemški nacionalisti je tudi on verjel v legendo o nožu v hrbet (Dolchstoßlegende), ki je trdila, da so nemški vojski, "neporaženi na terenu", civilni voditelji na domači fronti "zabili nož v hrbet". Judje, marksisti in tisti, ki so podpisali premirje, so bili ožigosani za "novembrske zločince".

## Vstop v politiko in vpliv na množice
Jeseni leta 1919 je Hitler začel doživljati svoj politični prodor. Pridružil se je v Nemško delavsko stranko, ki jo je kmalu preimenoval v Nacionalsocialistično nemško delavsko stranko (NSDAP - National sozialistische Deutsche Arbeitspartei). Do leta 1923 se je povezala z ostalimi nacionalističnimi zvezami bavarske prestolnice.
23. februarja leta 1920 je Hitler prvič govoril zbrani množici in dosegel velik uspeh. Kmalu je odkril, da lahko s svojim entuziastičnim govorjenjem vpliva na množice in je znal spraviti najrazličnejše ljudi na zborovanjih v trans. To Hitlerjevo delovanje na množice je bil dolgo časa edini politični kapital, ki pa je močno vplival tudi nanj. Ugotovil je, da lahko obvladuje množice in to ga je naredilo izredno samozavestnega.
Junija 1921, ko sta bila Hitler in Eckart na potovanju za zbiranje sredstev v Berlinu, je v nacistični stranki v Münchnu izbruhnil upor. Člani njegovega izvršnega odbora so se želeli združiti z nemško socialistično stranko (DSP) s sedežem v Nürnbergu. Hitler se je 11. julija vrnil v München in jezno ponudil odstop. Člani odbora so ugotovili, da bi odstop njihove vodilne javne osebnosti in govornika pomenil konec stranke. Hitler je napovedal, da se bo ponovno pridružil pod pogojem, da bo zamenjal Drexlerja kot predsednika stranke in da bo sedež stranke ostal v Münchnu. Odbor se je strinjal in 26. julija se je Hitler znova pridružil stranki, vendar se je še naprej soočal z močnim nasprotovanjem. 
Leta 1923 je Hitler za poskus državnega udara, znan kot "Beer Hall Putsch", zaprosil za pomoč generala prve svetovne vojne Ericha Ludendorffa. Nacistična stranka je uporabila italijanski fašizem kot vzor svojega videza in politike. Hitler je želel posnemati Bentov Mussolinijev "Pohod na Rim" iz leta 1922 z izvedbo lastnega puča na Bavarskem, čemur je sledil izziv vladi v Berlinu. Hitler in Ludendorff sta iskala podporo Staatskommissarja (državnega komisarja) Gustava Ritterja von Kahra, dejanskega bavarskega vladarja. Kahr pa je skupaj s šefom policije Hansom Ritterjem von Seisserjem in generalom Reichswehra Ottom von Lossowom želel vzpostaviti nacionalistično diktaturo brez Hitlerja.
8. novembra 1923 sta Hitler in SA napadla javno srečanje 3000 ljudi, ki ga je organiziral Kahr v pivnici Bürgerbräukeller v Münchnu. Prekinil je Kahrov govor in naznanil, da se je začela nacionalna revolucija, ter razglasil sestavo nove vlade z Ludendorffom. Ko se je Hitler z upognjeno pištolo umaknil v sobo, je zahteval in dobil podporo Kahra, Seisserja in Lossowa. Hitlerjevim silam je sprva uspelo zasesti lokalni Reichswehr in policijski štab, vendar so Kahr in njegove kohorte hitro umaknili svojo podporo.  Niti vojska niti državna policija se s Hitlerjem ni povezala. Naslednji dan so Hitler in njegovi privrženci iz pivnice odkorakali na bavarsko vojno ministrstvo, da bi strmoglavili bavarsko vlado, vendar jih je policija razpustila.
Hitler je pobegnil v dom Ernsta Hanfstaengla in po nekaterih navedbah razmišljal o samomoru. Bil je potrt, a miren, ko so ga 11. novembra 1923 aretirali zaradi veleizdaje. Njegovo sojenje pred posebnim ljudskim sodiščem v Münchnu se je začelo februarja 1924, in Alfred Rosenberg je postal začasni vodja nacistične stranke. Hitler je bil 1. aprila obsojen na pet let zapora v zaporu Landsberg. Tam je bil do stražarjev prijazen, strankarski tovariši pa so mu dovolili pošto in redne obiske. Medtem, ko je bil v zaporu je Hitler napisal knjigo "Moj Boj", ki jo je izdal kmalu po izpustitvi iz zapora. Oproščeno bavarskem vrhovnemu sodišču, je bil 20. decembra 1924 izpuščen iz zapora, in sicer zoper ugovore državnega tožilca. Pozneje po izpustitvi iz zapora ga je bavarska vlada poskušala izgnati nazaj v Avstrijo. Avstrijski zvezni kancler je prošnjo zavrnil z utemeljeno utemeljitvijo, da je njegovo služenje v nemški vojski razveljavilo njegovo avstrijsko državljanstvo. V odgovor se je Hitler 7. aprila 1925 uradno odpovedal avstrijskemu državljanstvu in si uradno prislužil nemško državljanstvo.
Ob izpustu Hitlerja iz zapora je politika v Nemčiji postala manj borbena in gospodarstvo se je izboljšalo, kar je omejevalo Hitlerjeve možnosti za politično agitacijo. Zaradi propadle pivnice Putsch je bila nacistična stranka in z njo povezane organizacije na Bavarskem prepovedana. Na srečanju s premierjem Bavarske Heinrichom Heldom 4. januarja 1925 se je Hitler strinjal s spoštovanjem državne oblasti in obljubil, da bo politično moč iskal le z demokratičnim procesom. Srečanje je utrlo pot za odpravo prepovedi nacistične stranke 16. februarja. Toda po vnetljivem govoru, ki ga je imel 27. februarja, so bavarske oblasti prepovedale javno nastopanje Hitlerju, ki je veljala do leta 1927. Hitler je kljub prepovedi napredoval v svojih političnih ambicijah, da so Gregor Strasser, Otto Strasser in Joseph Goebbels imenovali za organizacijo in širitev nacistične stranke na severu Nemčije. Gregor Strasser je vodil bolj neodvisen politični smer in poudarjal socialistične elemente programa stranke. Leta 1927 je Hitler organiziral Hitlerjevo mladino (nemško Hitler Jugend) za dečke stare od 15 do 18 let, za dekleta pa Bund Deutscher Mädel in za ženske Frauenschaften.
V začetku oktobra 1929 je Hitler spoznal 17-letno fotografinjo in manekenko Evo Braun. Pol leta pozneje sta se skupaj začela vedno bolj videvati in začela njuno zvezo. Zaljubila sta se in Braun je postala Hitlerjeva punca.
Velika gospodarska kriza je izbruhnila konec oktobra 1929. Vpliv gospodarske krize na Nemčijo je bil hud: milijon ljudi je ostalo brez dela in propadlo je več večjih bank. Hitler in nacistična stranka sta bila pripravljena izkoristiti izredne razmere, da bi dobila podporo svoji stranki. Obljubili so, da bodo zavrnili Versajsko pogodbo, okrepili gospodarstvo in zagotovili delovna mesta.

## Hitlerjev vzpon na oblast
Leta 1928 so bile v Nemčiji parlamentarne volitve, kjer je Hitlerjeva stranka dobila le 2 odstotka glasov. Zlom newyorške borze leta 1929 je zelo zamajal že tako krhko gospodarstvo v Nemčiji, kar je Hitler izkoristil v svoj prid. 14. septembra 1930 je prišlo do novih volitev, kjer je Hitlerjeva stranka prišla v parlament kot druga najmočnejša stranka.Hitler je v kanditaturi navedel: "Če boste volili mene, boste dobili delo". Nemški narod je slišal samo to in se potegoval za to, da bi brezposelni državljani čim prej dobili delo.
Leta 1932 so bile predsedniške volitve, na katerih sta sodelovala tedanji predsednik Paul von Hindenburg in Hitler. Po dveh krogih je zmagal Hindenburg s 53 odstotki glasov. Hindenburg se je nerad strinjal, da bo Hitlerja imenoval za kanclerja, potem ko dve nadaljnji parlamentarni volitvi - julija in novembra 1932 - nista privedli do oblikovanja večinske vlade. Hitler je vodil kratkotrajno koalicijsko vlado, ki sta jo oblikovali nacistična stranka (ki je imela največ sedežev v Reichstagu) in Hugenbergova stranka, Nemška narodna ljudska stranka (DNVP). Hitler se je sedaj videl v vlogi kanclerja, za kar se je potegoval preostanek leta. Po številnih političnih spletkah mu je 30. januarja leta 1933 končno uspelo. Postal je novi nemški kancler. 
Nato je Hitler hotel oblikovati novo vlado in si s tem zagotoviti podporo za svoje načrte. Pri tem je popolnoma zmanipuliral Hindenburga, tako da je ta 5. marca 1933 razpisal nove volitve. Hitlerjeva stranka (NSDAP) je pri tem dobila 44 odstotkov glasov.  Ker je potreboval absolutno večino, se je povezal z DNVP (Deutsche Nationale Volkspartei - Nemška narodna ljudska stranka). To mu je omogočilo nenadzorovano vladanje. Vse politične nasprotnike so aretirali in jih kasneje odvedli v koncentracijska taborišča. Tja so kasneje zapirali tudi homoseksualce, pripadnike verskih sekt, potepuhe, delomrzneže, prostozidarje ter Rome in Jude. S sprejetjem zakonodaje je legaliziral lastno diktaturo. Edini nedotaknjeni ustanovi sta bili Cerkev in armada, ker se je zavedal, da bi bilo njuno maščevanje usodno za njegov režim.
Že zelo postarani predsednik Hindenburg je zdravstveno vedno bolj slabel. Hitler je v tem videl sijajno idejo. Wernerju von Blombergu, ministru za obrambo, je predlagal, da bi postal Hindenburgov naslednik. S tem naj bi izboljšal razmere v vojski in mornarici. Nemška vojska ga je pri tem podprla in si s tem zapečatila svojo usodo. S tem je Hitler pridobil vso oblast.
Domneval je, da ga hoče Ernst Röhm, vodja SA, odstraniti. Med njima se je vnel prepir, neugoden za takratne razmere. Hindenburg je od Hitlerja zahteval takojšno ureditev države. V nasprotnem primeru bi bil prisiljen oddati armadi nadzor nad državo. 28. junija so Röhma izključili iz oficirske zveze, armada pa je javno prestopila na Hitlerjevo stran. 
2. avgusta 1934 je predsednik Hindenburg umrl in Hitler je prevzel njegove dolžnosti. Združil je vlogo kanclerja in predsednika ter postal vrhovni poveljnik oboroženih sil in državni poglavar, postal je vodja države, Führer. Hitler je s tem ukrepom odpravil zadnje pravno sredstvo, s katerim bi ga lahko odstranili s položaja.

### Diktatura
Po popolnem nadzoru nad zakonodajno in izvršilno vejo oblasti so Hitler in njegovi sodelavci začeli zatirati preostalo opozicijo. Socialdemokratska stranka je bila prepovedana in njeno premoženje zaseženo. Medtem, ko je bilo veliko predstavnikov sindikatov v Berlinu na prvomajskih aktivnostih, so napadalci SA zasedli pisarne sindikatov po vsej državi. 2. maja 1933 so bili vsi sindikati prisiljeni razpustiti in njihovi voditelji so bili aretirani. Nekatere so poslali v koncentracijska taborišča. Nemška Delovna fronta je bila ustanovljena kot krovna organizacija, ki je zastopala vse delavce, upravnike in lastnike podjetij, kar je odražalo koncept nacizma v duhu Hitlerjeve Volksgemeinschaft ("ljudske skupnosti").
Hitler je kot vodja države postal vrhovni poveljnik oboroženih sil. Takoj po Hindenburgovi smrti je bila na pobudo vodstva Reichswehra spremenjena tradicionalna zaprisega vojakov za zvestobo, da bi se potrdila zvestoba Hitlerju osebno, poimensko in ne funkciji vrhovnega poveljnika (ki je bila kasneje preimenovana v vrhovni poveljnik) ali država. 19. avgusta je 88 odstotkov volivcev na plebiscitu odobrilo združitev predsedstva in kanclerstva.
Hitler je poskrbel, da je svoji diktaturi dal videz zakonitosti. Številni njegovi odloki so izrecno temeljili na gasilskem odloku Reichstaga in s tem na 48. členu weimarske ustave. Reichstag je zakon o omogočanju dvakrat prenovil, in sicer vsakič za štiri leta. Medtem ko so še potekale volitve v rajhstagu (leta 1933, 1936 in 1938), so volivcem predstavili enoten seznam nacistov in pro-nacističnih "gostov", ki je zbral več kot 90 odstotkov glasov. Te volitve so potekale v daleč tajnih razmerah; nacisti so grozili s hudimi represalijami za vsakogar, ki ni glasoval ali si ni upal glasovati ne.

## Nacistična Nemčija
Hitler je spomladi 1933 Nemčijo imenoval za Tretji rajh, ime, ki so ga nacisti uporabljali kot Nacistična Nemčija. Hitler je avgusta 1934 za ministra za gospodarstvo imenoval predsednika Reichsbank Hjalmarja Schachta, naslednje leto pa za pooblaščenca za vojno gospodarstvo, zadolženega za pripravo gospodarstva na vojno. Obnova in preorožitev sta se financirala z računi Mefo, tiskanjem denarja in zasegom premoženja ljudi, aretiranih kot sovražniki države, vključno z Judi. Brezposelnost se je s šestih milijonov leta 1932 zmanjšala na milijon leta 1936. Hitler je nadzoroval eno največjih kampanj za izboljšanje infrastrukture v nemški zgodovini, ki je privedla do gradnje jezov, avtocest, železnic in drugih gradbenih del. Plače so bile sredi in poznih tridesetih let nekoliko nižje v primerjavi s plačami v Weimarski republiki, medtem ko so se življenjski stroški povečali za 25 odstotkov. Povprečni delovni teden se je povečal med prehodom na vojno gospodarstvo; do leta 1939 je povprečni Nemec delal med 47 in 50 ur na teden.
Hitlerjeva vlada je izjemno sponzorirala arhitekturo. Albert Speer, ki je imel pomembno vlogo pri izvedbi Hitlerjeve klasicistične reinterpretacije nemške kulture, je bil zadolžen za predlagano arhitekturno prenovo Berlina. Kljub ogroženemu večnacionalnemu bojkotu je Nemčija gostila olimpijske igre leta 1936. Hitler je sodeloval pri otvoritvenih slovesnostih in se udeležil prireditev na zimskih igrah v Garmisch-Partenkirchnu in na poletnih igrah v Berlinu.
Na srečanju z nemškimi vojaškimi voditelji 3. februarja 1933 je Hitler kot končni zunanjepolitični cilj govoril o "osvojitvi Lebensrauma na vzhodu in njegovi neusmiljeni germanizaciji". Marca je princ Bernhard Wilhelm von Bülow, sekretar pri Auswärtiges Amt (zunanji urad), podal izjavo o glavnih zunanjepolitičnih ciljih: Anschluss z Avstrijo, obnova nemških državnih meja iz leta 1914, zavračanje vojaških omejitev po Versajski pogodbi, vrnitev nekdanjih nemških kolonij v Afriki in nemškega vplivnega območja v vzhodni Evropi. Hitlerju so bili cilji Bülowa preskromni. V svojih govorih v tem obdobju je poudaril mirne cilje svojih politik in pripravljenost za delo v okviru mednarodnih sporazumov. Na prvem zasedanju svojega kabineta leta 1933 je Hitler prednost namenil vojaški porabi pred olajšavami za brezposelnost.
Nemčija je izstopila iz Društva narodov in svetovne konference o razorožitvi oktobra 1933. Januarja 1935 je več kot 90 odstotkov prebivalcev Saarske, takrat pod upravo Društva narodov, glasovalo za združitev z Nemčijo. Tistega marca je Hitler napovedal razširitev Wehrmachta na 600.000 pripadnikov - šestkrat več kot dovoljuje Versajska pogodba - vključno z razvojem zračnih sil (Luftwaffe) in povečanjem mornarice (Kriegsmarine). Velika Britanija, Francija, Italija in Društvo narodov so te kršitve pogodbe obsodile, vendar niso storile ničesar, da bi jih ustavile. Angleško-nemški pomorski sporazum (AGNA) z dne 18. junija je dovolil, da se je nemška tonaža povečala na 35 odstotkov britanske mornarice. Hitler je podpis sporazuma AGNA označil za "najsrečnejši dan v njegovem življenju", saj je menil, da je sporazum začel angleško-nemško zavezništvo, ki ga je napovedal v Mein Kampfu. Pred podpisom se s Francijo in Italijo niso posvetovali, kar je neposredno spodkopalo Društvo narodov in Versajsko pogodbo postavilo na pot k nepomembnosti.
Hitler je kmalu ukinil vojno ministrstvo in ustanovil organizacijo, ki je v drugi svetovni vojni postala znana kot Vrhovna komanda obroženih sil.

## Druga svetovna vojna
Leta 1936 se je Hitler skupaj z Benitom Mussolinijem vmešal v špansko državljansko vojno. 9. in 10. novembra leta 1938 je prišlo do tako imenovane kristalne noči, ko so požgali sinagoge, izropali judovska podjetja in 30 tisoč moških poslali v koncentracijska taborišča.
10. aprila 1938 je Avstrija formalno potrdila priključitev k Nemčiji, kar imenujemo anšlus. Tako so bila odprta vrata proti Češkoslovaški in celotni jugovzhodni Evropi. Hitler je načrtoval nenadni napad na Češkoslovaško, pri tem pa naj bi rešil tudi vprašanje Sudetskih Nemcev. Britanski predsednik vlade Neville Chamberlain je pomišljal o ukrepih zaradi sprejema Hitlerjevih zahtev. Ta mu je pojasnil, da morajo Nemci, ki živijo na Češkem zaradi občutka manjvrednosti priti nazaj v Nemčijo. Pri tem naj bi Češkoslovaška ostala popolnoma nevtralna.
Nova zahteva je bila, da naj bi 1. oktobra Sudete zavzele nemške čete. Chamberlain je ugovarjal le nad tem, da Čehom, ki bodo zapuščali Sudete ne bo ponujena nobena odškodnina. Tako so Hitler, Mussolini, Edouard Daladier in Chamberlain podpisali münchenski sporazum, ki je nemški vojski dovolil, da 1. oktobra vkoraka v Češko. Predstavnika Češkoslovaške, ki sta protestirala, nista dosegla ničesar in nista bila niti uradno posvetovana. Hitler se je medtem pripravljal na osvojitev celotne Češke in Moravske. Tako je 14. marca 1939 tudi prišlo do vojaškega napada, ki se mu maloštevilni Čehi niso niti poskušali postaviti po robu. Še isti dan je češki predsednik Emil Hacha sprejel ponujeno kapitulacijo in s tem podpisal konec svoje države. Naslednji dan je Hitler zmagoslavno prišel v Prago in Češkoslovaška je prenehala obstajati. Razdeljena je bila na zasedeni češki del in na novonastalo državo Slovaško, ki je imela nacistom prijateljski vladajoči režim in je z njimi tudi sodelovala. Na podlagi tokratnega britanskega neukrepanja si je Hitler razlagal, da lahko podobno nadaljuje tudi v primeru Poljske, ki jo je imel za naslednji cilj.
Hitler je v zasebnih razpravah leta 1939 razglasil Veliko Britanijo za glavnega sovražnika, ki ga je treba premagati, in da je napad na Poljsko nujen uvod v ta cilj. Vzhodni bok bi bil zavarovan in zemlja bi bila dodana nemškemu Lebensraumu. Užaljen z britanskim "jamstvom" za poljsko neodvisnost 31. marca 1939 je Hitler dejal: "Skuhal jim bom hudičevo pijačo!" 3. aprila 1939 je Hitler začel s pripravami za napad na Poljsko. 6. aprila je poljski zunanji minister podpisal sporazum o vzajemni pomoči z Združenim kraljestvom, kar je kazalo na to, da se Britanija ob napadu ne bo kar tako uklonila in bo posredovala. Hitler, ki je Britance podcenjeval, temu ni verjel in je štel to za politični blef. To se je kasneje izkazalo zanj za usodno, saj je njegova agresija pripeljala do splošne vojne. Britanska vlada je 8. maja zavrnila sovjetski predlog o vojaški zvezi. Posledica tega je bila, da so se Sovjeti začeli vse bolj zbliževati z Nemci in z njimi v avgustu tudi prišli do sporazuma o nenapadanju. Poleg tega pa so skrivno sklenili medsebojno razdelitev poljskega ozemlja. Hitler je 22. maja z Mussolinijem podpisal jekleni pakt – vojaško zavezništvo, kateremu se je nato pridružila še Japonska, medtem ko je z Rusijo sklenil pakt o nenapadanju. Hitler je vojno želel omejiti le na Poljsko, obenem pa se je bal vojne z Veliko Britanijo in Francijo, zato ju je zavajal z lažnimi obljubami o miru.

### Vojna
Da bi se izognil britansko-francoski intervenciji, je Hitler datum napada na Poljsko ves čas prestavljal, nato pa se je končno odločil za napad na dan 1. septembra 1939 in s tem sprožil začetek druge svetovne vojne. Združeno kraljestvo in Francija sta takoj ukrepala, Hitlerju sta postavila ultimat z zahtevo po umiku, ko do tega ni prišlo, sta 3. septembra Nemčiji napovedali vojno. Italija, Hitlerjev največji zaveznik je na tej točki še stala ob strani.
9. aprila 1940 je Hitler napadel Dansko in Norveško, 10. maja pa Belgijo in Nizozemsko. Njegova naslednja žrtev je bila Francija, ki je 22. junija z njim podpisala premirje. Francijo so razdelili na dva dela; na osvojeni del s sedežem v Parizu in na neosvojeno višijsko Francijo, kjer je maršal Philippe Pétain do neke mere sodeloval z Nemci.
15. avgusta 1940 se je Hitler odločil za letalski napad na Anglijo. S pomočjo radarjev in lovcev se je Anglija ubranila dnevnega nemškega napada, Hitler je tako doživel svoj prvi poraz. Posledično je v začetku septembra podpisal ukaz za bombniške napade na London in druga britanska mesta. Napadi so trajali do maja 1941, brez da bi uspeli pokoriti Britance, so pa posledično pripeljali do kasnejšega brezobzirnejšega vojskovanja.
Hitler je imel vse več težav z osvojenimi državami, usoden pa je bil napad na Sovjetsko zvezo 22. junija 1941. V odločilni bitki pri Stalingradu v zimi 1942-43 je Nemčija doživela velik poraz, ki je pomenil začetek konca tretjega rajha. Stalingradu so sledili še nadaljnji porazi in Hitlerjeva Nemčija se ni uspela več pobrati.
7. decembra 1941 je Japonska napadla ameriško floto s sedežem v Pearl Harborju na Havajih. Štiri dni kasneje je Hitler napovedal vojno Ameriki.
18. decembra 1941 je Himmler vprašal Hitlerja: "Kaj naj storimo z ruskimi Judi?", Na kar je Hitler odgovoril: "als Partisanen auszurotten" ("odstranite jih kot partizane"). Izraelski zgodovinar Yehuda Bauer je pripomnil, da je pripomba verjetno tako blizu, kot bodo zgodovinarji kdaj koli prišli do Hitlerjevega dokončnega naročila za genocid, izveden med holokavstom.
8. septembra 1943 je Italija kapitulirala in kasneje napovedala vojno Nemčiji. Po invaziji zaveznikov na Sicilijo leta 1943 je kralj Victor Emmanuel III po glasovanju o nezaupnici Velikega sveta fašizma z mesta Mussolinija odstranil Maršal Pietro Badoglio, ki je bil zadolžen za vlado, se je kmalu predal zaveznikom. Skozi leta 1943 in 1944 je Sovjetska zveza Hitlerjeve vojske nenehno silila k umiku vzdolž vzhodne fronte. 6. junija 1944 so se ameriške, kanadske in britanske vojaške sile izkrcale v Normandiji in odprli drugo fronto ter ga s tem prisilili v vojno na dveh frontah, ki je bila zanj nevzdržna. Nemčija se je lahko samo še branila, pa še to neuspešno.
Med leti 1939 in 1945 je bilo narejenih veliko načrtov za atentat na Hitlerja, od katerih so se nekateri nadaljevali v precejšnji meri. Najbolj znana zarota 20. julija 1944, je prišla iz Nemčije in jo je vsaj deloma vodila vse večja možnost nemškega poraza v vojni. Del operacije Valkyrie je vključeval Clausa von Stauffenberga, ki je bombo postavil v enega od Hitlerjevih poveljnikov, Wolf's Brlog v Rastenburgu. Hitler je komaj preživel, ker je štabni oficir Heinz Brandt aktovko z bombo premaknil za nogo težke konferenčne mize, ki je preusmerila večji del eksplozije. Kasneje je Hitler naročil divje odmazde, zaradi katerih je bilo ubitih več kot 4900 ljudi.

### Poraz in smrt
Konec leta 1944 sta tako kot Rdeča Armada kot zahodni zavezniki napredovali v Nacistično Nemčijo. Hitler se je v začetku leta 1945 zaradi večje nevarnosti skupaj s svojimi sodelavci umaknil v berlinski podzemni bunker iz katerega se ni več vrnil živ. V bunkerju je načrtoval naslednje vojaške načrte. Njegovo upanje na pogajanja o miru z ZDA in Britanijo je spodbudila smrt ameriškega predsednika Franklina D. Roosevelta 12. aprila 1945, vendar v nasprotju z njegovimi pričakovanji to ni povzročilo razkola med zavezniki.
20. aprila 1945, na svoj 56. rojstni dan, je Hitler zadnjič odšel iz berlinskega podzemnega bunkerja na površje. Na uničenem vrtu rajškega kanclerja je podelil železne križe dečkom vojakom Hitlerjeve mladine, ki so se zdaj borili proti Rdeči armadi na fronti blizu Berlina. Do 21. aprila je 1. beloruska fronta Georgija Žukova med bitko na Seelow Heightsu prebila obrambo skupine armade Visla generala Gottharda Heinricija in napredovala na obrobje Berlina. Hitler je zanikal hudo situacijo in upal na podhranjene in premalo opremljene Armeeabteilung Steiner (vojaški odred Steiner), ki mu je poveljeval Felix Steiner. Hitler je ukazal Steinerju, naj napade severni bok izstopajočega, nemška deveta armada pa v napadu s topovi. 
Na vojaški konferenci 22. aprila je Hitler vprašal o Steinerjevem napadu. Povedali so mu, da napad ni bil sprožen in da so Sovjeti vstopili v Berlin. Hitler je pozval vse, razen Wilhelma Keitela, Alfreda Jodla, Hansa Krebsa in Wilhelma Burgdorfa, naj zapustijo sobo, nato pa je začel jezno kričati in zmerjati na vse štiri zaradi česar je doživel popoln živčni zlom. Vse štiri je Hitler obsodil za zahrbtne in nesposobne, kar je vrhunec doseglo v prvi izjavi, da je vse bilo izgubljeno. Hitler je napovedal, da bo v Berlinu ostal do konca, nato pa se bo ubil.
Do 23. aprila je Rdeča armada obkolila Berlin, Joseph Goebbels pa je objavil poziv državljanom, naj branijo mesto. Istega dne je Göring poslal telegram iz Berchtesgadna z utemeljitvijo, da bi moral Göring, odkar je bil Hitler izoliran v Berlinu, prevzeti vodstvo Nemčije. Göring je določil rok, po katerem bi Hitlerja obravnaval kot nesposobnega. Hitler se je odzval z aretacijo Göringa in v zadnji oporoki z dne 29. aprila Göringa odstranil z vseh vladnih položajev. Hitler je 28. aprila odkril, da se je Himmler, ki je 20. aprila zapustil Berlin, poskušal pogajati o predaji zahodnim zaveznikom. Naročil je aretacijo Himmlerja in ubiti Hermanna Fegeleina (Himmlerjev predstavnik SS v Hitlerjevem štabu v Berlinu). Hrbet so mu obtlrnili nekoč zvesti sodelavci, ki so spoznali, da ni več možnosti za zmago.
V noči iz 28. na 29. april se je Hitler poročil z svojo dolgoletno ljubico in spremljevalko Evo Braun. Ko je bil obveščen, da je italijanska vojska Mussolinija usmrtila prejšnji dan, je to verjetno povečalo njegovo odločenost, da se izogne ujetju. 29. aprila pozno dopoldne je Hitler dokončno sporočil, da bo z ženo storil samomor, pri tem pa je navedel, da njegovo truplo nikakor ne sme priti v roke sovjetov, saj se je bal, da bi njegovo truplo lahko razstavljali v zgodovinsko vojaških muzejih. Zato je Hitler naročil, da njegovo truplo zažgejo in ga pustijo goreti dokler ne bo popolnoma zgorelo. Njegov osebni zdravnik SS Werner Haasej mu je medtem predlagal najbolj zanesljivo metodo samomora, pojesti tableto cianida in se nato ustreliti v glavo, kar je Hitler sprejel.
30. aprila 1945 popoldne je Hitler pojedel svoje zadnje kosilo, nato pa sta se z Evo Braun poslovila od vseh članov v bunkerju ter odšla v Hitlerjevo dnevno sobo bunkerja, kjer sta skupaj storila samomor. Hitler je pojedel tableto cianida in se nato s svojo lastno pištolo ustrelil v desni del glave, medtem ko je Eva Braun pojedla tableto cianida in kmalu umrla zaradi zastrupitve. Njuna trupla so nato odnesli iz dnevne sobe na vrt kanclerstva pred bunker, kjer so ju polili z bencinom in ju zažgali. Njuni trupli sta goreli dobre tri ure, njune posmrtne ostanke pa so zakopali v zemljo. 
Berlin se je predal 2. maja. Sovjeti so kmalu dosegli Berlinski podzemni bunker in izkopali posmrtne ostanke Hitlerja in Eve Braun ter našli tudi trupla Josepha in Magde Goebbels, njunih šestih otrok, generala Hansa Krebsa in Hitlerjevega psa Blondija. Njihova trupla in posmrtne ostanke so Sovjeti odpeljali in za njimi se je izgubila vsaka sled. V sovjetskih arhivih, pridobljeni po padcu Sovjetske zveze, navajajo, da so bili njihovi posmrtni ostanki večkrat pokopani in izkopani. Leta 1946 so bili posmrtni ostanki ponovno ekshumirani in preseljeni v takrat nov objekt enote SMERSH v Magdeburgu, kjer so bili 21. februarja pokopani v petih lesenih škatlah. Do leta 1970 je bil objekt pod nadzorom KGB, predviden pa je bil odstop v Vzhodno Nemčijo. Skupina KGB je dobila podrobne pokopne karte in 4. aprila 1970 na skrivaj izkopala ostanke desetih ali enajstih trupel v razpadlem stanju. Ostanke so temeljito zažgali in zdrobili ter pepel vrgli v reko Biederitz, pritok bližnje Labe. Po Kershawu so bila trupla Brauna in Hitlerja v celoti zgorela, ko jih je leta 1945 našla Rdeča armada, in le spodnja čeljust z zobozdravstvenim delom je bila prepoznana kot Hitlerjev posmrtni ostanek.

## Zapuščina
Sodobniki so Hitlerjev samomor primerjali s prekinitvijo "uroka". Javna podpora Hitlerju je do njegove smrti padla in le malo Nemcev je obžalovalo njegovo smrt; Ian Kershaw trdi, da je bila večina civilistov in vojaškega osebja preveč zaposlena s prilagajanjem na propad države ali bežanjem pred bojem, da bi se kaj zanimala. Po mnenju zgodovinarja Johna Tolanda je nacizem »počil kot mehurček« brez svojega vodje.
Hitler je nastopil v številnih dokumentarnih in gledaliških filmih, da bi navdihnil kult osebnosti. Skozi svojo politično kariero je sodeloval in nastopil v vrsti propagandnih filmov, veliko jih je posnela Leni Riefenstahl, ki velja za pionirja sodobnega filmskega ustvarjanja.

### Smrtni davek in odgovornost za genocid
Ian Kershaw opisuje Hitlerja kot sodobnega politika zla. Pod Hitlerjevim vodstvom in razno motivirano ideologijo je bil nacistični režim odgovoren za genocid nad šestimi milijoni Judov in milijoni drugih žrtev, za katere so Hitler in njegovi privrženci menili, da so Untermenschen (podčloveški) ali družbeno nezaželeni, hkrati pa je bil povzročen tudi genocid in množični umor Ciganov, Srbov, vzhodnih Slovanov, invalidov, homoseksualcev, prostozidarjev, ujetnikov in Jehovovih prič. Po mnenju R. J. Rummela je bil nacistični režim odgovoren za poboj skoraj 19,3 milijona civilistov in vojnih ujetnikov. Število ubitih civilistov med drugo svetovno vojno je bilo v zgodovini vojskovanja brez primere. Številne evropske države so kriminalizirale tako spodbujanje nacizma kot zanikanje holokavsta. Zgodovinar Friedrich Meinecke je Hitlerja opisal kot enega od velikih primerov edinstvene in neprecenljive moči osebnosti v zgodovinskem življenju. Angleški zgodovinar Hugh Trevor-Roper ga vidi kot del strašnih poenostavljalcev zgodovine, najbolj sistematičnega, najbolj zgodovinskega, najbolj filozofskega, a vendarle najbolj grobega, najbolj krutega in najmanj velikodušnega osvajalca, kar jih je svet kdaj poznal. Za zgodovinarja Johna M. Robertsa je Hitlerjev poraz pomenil konec faze evropske zgodovine, v kateri je prevladovala Nemčija. Namesto tega se je pojavila hladna vojna, globalno soočenje med zahodnim blokom, v katerem so prevladovale ZDA in druge države Nata, in vzhodnim blokom, kjer je prevladovala Sovjetska zveza. Zgodovinar Sebastian Haffner trdi, da brez Hitlerja in razselitve Judov moderna nacionalna država Izrael ne bi obstajala. Trdi, da bi bila brez Hitlerja dekolonizacija nekdanjih evropskih vplivnih sfer odložena. Poleg tega Haffner trdi, da je imel Hitler, razen Aleksandra Velikega, pomembnejši vpliv kot katera koli druga primerljiva zgodovinska osebnost, saj je tudi on povzročil številne svetovne spremembe v relativno kratkem časovnem obdobju.

### Paskvin o Hitlerju
Hitler je 3. maja 1938 prišel na uradni obisk v Rim k Mussoliniju, da bi utrdil zavezništvo med silami osi in hujskal k antisemitizmu. Papež Pij XI. se je  previdno umaknil v Castel Gandolfo; italijanskim škofom je prepovedal udeležbo na sprejemih in ukazal vatikanskemu dnevniku »L'Osservatore Romano«, naj obiska niti ne omenja.
Čeprav je večina uspelih in znanih pikrih zbadljivk-„paskvinat“ iz prejšnjih stoletij, imamo tudi v novejšem času primere, ko se je Rimski govoreči kip Paskvin o pravem času oglašal. Tudi maja 1938 se je drznil – sicer zelo obzirno – zmrdovati nad Hitlerjem med njegovim obiskom Rima, ki je bil ves okrašen in oblepljen z nacističnimi in fašističnimi zastavami:
| Povera Roma | Ubogi Rim |
| --- | --- |
| »Povera Roma mia de travertino te sei vestita tutta de cartone pe' fatte rimira' da 'n imbianchino venuto da padrone!« | »Moj ubogi travertinski Rim! Ves si oblečen v karton, da te bo občudoval slikopleskar, ki je prišel kot tvoj gospodar!« |

## Ideologija
Hitler je med svojim zaporom 1923-1924, večinoma brez tuje pomoči, spisal prvi del manifesta »Moj boj«. Avtobiografije ali nadomestka za 25 točk strankinega programa pri tem ni imel pred očmi.  Hitler je v delu predstavil svoj poleti 1919 privzet antisemitizem, katerega politični cilj je bil, »da se Jude izloči«. Osrednja misel je bil boj ras, ki da krmili zgodovino človeštva in v katerem nujno zmaga »pravica močnejšega«.  Belim severnim Evropejcem, predvsem Nemcem, tako imenovani »Arijski rasi«, je bilo po njegovem usojeno, da vladajo svetu. Njih svetovni zgodovinski smrtni sovražnik so mu bili Judi, ki so ravno tako stremeli po nadvladi, tako da naj bi prej ali slej prišlo do apokaliptične končne bitke z njimi. Ker jim manjka lastna moč in narod, skušajo uničiti vse ostale rase kot »parazit v telesu drugih narodov« Ker jim je gon po prevladi in po uničenju vsajen v njihovo raso, Arijska rasa lahko preživi le, če Jude iztrebi. V eni od opazk je o nemških Judih rekel naslednje:
»Ko bi enkrat ob začetku vojne ali pa med njo dvanajst ali petnajst tisoč teh hebrejskih pokvarjencev zaplinili tako, kot je na fronti doletelo na sto tisoče naših najboljših nemških delavcev iz vseh družbenih slojev, milijoni žrtev ne bi bili zaman. Ravno nasprotno: ko bi pravočasno pospravili dvanajst tisoč teh barab, bi verjetno rešili življenje milijonu dostojnih, za bodočnost dragocenih Nemcev.«
 To še ni dokaz za kakršenkoli načrt uničenja, potrjuje pa Hitlerjevo pripravljenost zagrešiti genocid. Njegova zamisel, z vojno osvojiti »življenjski prostor« (Lebensraum) na vzhodu, je imela cilj »uničiti judovski boljševizem«, to je, kar mu je Sovjetska zveza pomenila, in »brezobzirnim ponemčenjem« področij v vzhodni Evropi. Zanj pri tem ni šlo za kulturno-jezikovno  asimilacijo, ki jo je ostro zavrnil kot »bastardizacijo«, saj po njegovem konec koncev vodi do samouničenja lastne rase. Šlo mu je naseljevanje Nemcev na osvojenih ozemljih, ki jih spremljajo s pregon (»izseljevanje«), pobijanje  ali zasužnjenje obstoječega prebivalstva. Po Kershawu je tako »Hitler zgradil trden miselni most med iztrebljanjem Judov in vojno z Rusijo za "življenjski prostor"« Na tej ideološki osnovi je bilo treba s silo osvojiti Vzhodno Evropo vse do Urala »kot dopolnitev in naselitveno področje« nacionalsocialističnega nemškega rajha. Hitlerjeva ideja o življenjskem prostoru  sloni na geopolitičnih teorijah Karla Haushoferja, vendar pa gre dlje kot vsi dotedanji cilji nemških nacionalistov, Hitler definira osvojitev Vzhodne Evrope kot poglavitni zunanjepolitični vojni cilj NSDAP in hkrati tudi kot sredstvo za dolgoročno gospodarsko samozadostnost in hegemonijo Nemčije v temeljito preurejeni Evropi.
Iz Hitlerjevega rasizma sledi tudi njegovo razvrednotenje vse »šibkih«, kot manjvrednih bitij brez pravice do življenja: »močnejši mora vladati in se s šibkimi ne sme mešati, če noče žrtvovati svoje lastne veličine.« Navzven je Slovane ocenjeval kot »manjvredno raso«, ki ni državotvorna in ki ji zato v prihodnje morajo vladati visoko vredni Germani. Navznoter je med drugim zahteval prisilno sterilizacijo dedno bolnih, evgeniko in evtanazijo. Tako je na zboru stranke v Nürnbergu leta 1929 rekel: «Če se v Nemčiji rodi vsako leto milijon otrok in bi se 700.000-800.000 od najšibkejših odstranilo, potem bi konec koncev morda prišlo do povečanje moči.« Te misli pripisujejo predstavnikom nemške rasne higiene kot sta Alfred Ploetz in William Sound Mayer. Prizadelo je predvsem ljudi z invalidnostjo. Hitlerjeva ideja o »rasno tujih«, »asocialnih« ali »degeneriranih« je vključevala tudi skupine, kot so Romi in Sinti, ki jih v »Mein Kampf« ne omenja, pa homoseksualce in krščanske  pacifiste, ki so po Hitlerju  idealistično zablodeli in zato v boju za preživetje politično nevarni nasprotniki. Po 1933 so nacisti umorili številne člane teh skupin.
Proti demokraciji, delitvi oblasti, parlamentarizmu in pluralizmu je Hitler postavil neomejen voditeljski princip: vsa oblast v stranki in državi bi morala izhajati iz ne voljenega, temveč z aklamacijo potrjenega »Vodje naroda«. Ta naj bi imenoval vodje na nižjih ravneh, ti pa dalje vodje na naslednji nižji ravni. Na vseh ravneh naj bi pri »podrejenih« veljala slepa poslušnost in brezpogojna zvestoba njihovemu »vodji«. Ta ideja o vodji se je po 1800 širila v sodobni nacionalizem in se po 1900 spremenila v samoumevno hrepenenje proti-demokratičnega tabora po »cesarju vseh ljudi« ali po avtoritarnem, vojaškem kanclerju, kot je bil Otto von Bismarck. Paravojaška organizacija nacistične stranke je nastala po njenem vzgledu, saj je Hitler že v Linzu bil izpostavljen kultu Georga von Schönererja. Na Dunaju so nanj delovali antisemitski govori Karla Luegerja, ki ga navaja kot »ljudskega tribuna«, katerega orožje je bila njegova beseda. Po uspešnem pohodu Mussolinija na Rim novembra 1922 se je zavzemal za vlogo nacionalnega vodje in prevzel v italijanski fašizem zakoreninjen »kult vodje« in  voluntaristično razumevanje politike. Kot dokaz za svojo pravico do vodstva trdi Hitler, da je do svoje ideologije prišel na Dunaju leta 1913 kot samouk in da se je ta »granitni« temelj njegovih dejavnosti od takrat komajda spremenil. Schönerer in Lueger sta mu sicer odprla oči za »judovsko vprašanje« in od njiju ima prepričanje, da so Judje v vseh različicah tujek v narodu; njegovo lastno raziskovanje pa ga je pripeljalo do spoznanja, da sta marksizem in judovstvo eno in isto, s čimer se je njegovo podzavestno sovraštvo pred 1909 zgostilo v »pogled na svet«.
Hitler je vse življenje bil rimokatolik in je verjel v osebnega Boga, razumel ga je kot »vsemogočnega« ali »vsevednega«, kot moč, ki deluje skozi zgodovino. Ustvaril je nemški narod, mu usodil oblast nad narodi in posameznike, kot je on sam, izbral za njegove vodje. Tako je prenesel svetopisemski pomen Izraelitov kot izbranega naroda na Nemce in ga vključil v rasistični pogled nacionalnega socializma na svet. V politiki je ta pomen zanj imel enkratno, edinstveno veljavo. V skladu s programom NSDAP, ki je kot sestavni del »morale in moralnega občutka germanske rase« potrjeval veroizpovedi presegajoče »pozitivno krščanstvo« proti »judovsko-materialističnemu duhu«, je Hitler politični antisemitizem razglasil kot voljo Boga in sebe kot njenega izvršitelja: »Zatorej mislim danes, da ravnam v smislu vsemogočnega Stvarnika: ker se branim Juda, se borim za delo Gospoda«. Zastopal je radikalen »odrešeniški antisemitizem«, ki se ga je neomajno držal vse do svojega samomora in ki ga je vedno znova poudarjal kot jedro svojega mišljenja. Iz neuspeha Schönererjevega gibanja »Proč od Rima« je zaključil: nacionalsocializem mora obe uveljavljeni cerkvi in njune nauke kot »dragoceno podporo za obstoj našega naroda« spoštovati, jih ščititi in preprečevati konfesionalno sektaštvo. Še tako veren protestant in katolik lahko sodeluje v NDSAP brez konflikta vesti. Schonererjev boj proti Cerkvi ni mislil na dušo ljudstva in je bil taktična napaka; prav tako tudi Luegerjevo misioniranje Judov, namesto da se za cilj postavi odgovor na »vprašanje preživetja človeštva«. Od vplivov po letu 1918 je pohvalil le Gottfrieda Federja. Hitler je prevzel skoraj vse njegove ideje okoli sodobnega antisemitizma, socialni darvinizem in psevdo-znanstveni biologizem.  Fritz Fischer sodi:
 Kar pa se sovraštva do Judov in vojne za Življenjski prostor tiče, Hitler ni originalen, temveč je potomec široke struje v nemški in avstrijski družbi pred prvo svetovno vojno[...]. Z ozirom na pogoje, ki so omogočili njegov vpliv in njegov vzpon, pa tudi njegov pogled na svet, spada globoko v zgodovino 19. in 20. stoletja.
 Po 1980 je za krščanske socialiste, nemško nacionalne in za češke nacionalne socialiste običaj, da so socialne demokrate, marksiste in avstro-orgske Jude metali v isti koš. Številne posamezne motive svojih zgodnjih predavanj kot je domnevno nomadstvo Judov in njihova domnevna nesposobnost, kar se umetnosti, kulture in državotvornosti tiče, je Hitler prevzel iz številnih novih izdaj nemških antisemitov, ki si jih je verjetno 1919-1920 izposojal pri Münchenskem nacionalsocialistu Friedrichu Krohnu. Med njimi so bili H. Naudh (Judje in nemška država, 12. izdaja, 1891),  Karl Eugen Dühring (Judovsko vprašanje kot vprašanje rasnega značaja,, 5. izdaja, 1901) Theodor Fritsch (Priročnik o judovskem vprašanju, 27. izdaja 1910), Houston Howard Chamberlain (Temelji 19. stoletja, 1912), Ludwig Wilser (Germani, 1913), Adolf Wahrmund (Zakon nomadstva in judovska prevlada dandanes, München 1919) in nemški prevod Protokolov sionskih modrecev, ki ga je Ludwig Müller von Hausen objavil 1919. Hitler je kot pred njim Feder »Protokole« uporabljal kot dokaz za domnevno »judovsko svetovno zaroto«.
Prvi del »Mojega boja« je v času 1925-1932 bil prodan približno 300.000-krat in zaradi številnih recenzij splošno znan v javnosti. Znani pa so bili samo Hitlerjevi zunanjepolitični in strankarski cilji, ne pa njegova rasna teorija. Med vodilnimi politiki v tujini je komaj kdo prebral knjigo. Leta 1926 objavljen drugi del  Nacionalsocialistično gibanje podrobnejše opisuje Hitlerjeve ideje na področju zunanje politike, nalog in strukture NSDAP, vendar se mu je posvečalo še manj pozornosti. Hitlerjeva druga knjiga iz leta 1928 se je podrobneje posvetila njegovemu antisemitizmu, rasizmu in njegovim načrtom na področju politike populacije, vendar je ostala neobjavljena.
Da bi naciste izpostavili kot hinavce, ki jim ni verjeti, so politični nasprotniki ciljali na razlike med Hitlerjevim rasnim idealom in njegovo pojavo. Tako navaja Fritz Gerlich v katoliškem časopisu Der gerade Weg leta 1932 »strokovno mnenje«, ki ga je sestavil »rasni higienik« Max von Gruber leta 1923 ("obraz in glave slabe rase, mešanec ... ") in je po rasnih merilih Hansa FK Güntherja prišel do sklepa, da Hitler pripada »vzhodnjaško-mongolski rasni mešanici«. Gerlicha so predvsem zaradi te kritike leta 1934 umorili. Kritika Hitlerja in nacističnega rasiszma je po 1933 živela kot nevarna šala: »Plavolas kot Hitler, visok kot Göbbels, vitek kot Göring in čednosten kot Rohm.«

## Rodovnik
|  |                                               |  |  |  |  |  |  |  |  |  |  |  |  |  |  |  |
|  | 12. Johann Hiedler                            |  |  |  |  |  |  |  |  |  |  |  |  |  |  |  |
|  |                                               |  |  |  |  |  |  |  |  |  |  |  |  |  |  |  |
|  |                                               |  |  |  |  |  |  |  |  |  |  |  |  |  |  |  |
|  | 8. Martin Hiedler (=14.)                      |  |  |  |  |  |  |  |  |  |  |  |  |  |  |  |
|  |                                               |  |  |  |  |  |  |  |  |  |  |  |  |  |  |  |
|  |                                               |  |  |  |  |  |  |  |  |  |  |  |  |  |  |  |
|  | 13. Maria Anna Neugeschwantner                |  |  |  |  |  |  |  |  |  |  |  |  |  |  |  |
|  |                                               |  |  |  |  |  |  |  |  |  |  |  |  |  |  |  |
|  |                                               |  |  |  |  |  |  |  |  |  |  |  |  |  |  |  |
|  | 4. Johann Georg Hiedler                       |  |  |  |  |  |  |  |  |  |  |  |  |  |  |  |
|  |                                               |  |  |  |  |  |  |  |  |  |  |  |  |  |  |  |
|  |                                               |  |  |  |  |  |  |  |  |  |  |  |  |  |  |  |
|  | 9. Anna Maria Göschl (=15.)                   |  |  |  |  |  |  |  |  |  |  |  |  |  |  |  |
|  |                                               |  |  |  |  |  |  |  |  |  |  |  |  |  |  |  |
|  |                                               |  |  |  |  |  |  |  |  |  |  |  |  |  |  |  |
|  | 2. Aloys Schicklgruber, preim. v Aloys Hitler |  |  |  |  |  |  |  |  |  |  |  |  |  |  |  |
|  |                                               |  |  |  |  |  |  |  |  |  |  |  |  |  |  |  |
|  |                                               |  |  |  |  |  |  |  |  |  |  |  |  |  |  |  |
|  | 5. Maria Anna Schicklgruber                   |  |  |  |  |  |  |  |  |  |  |  |  |  |  |  |
|  |                                               |  |  |  |  |  |  |  |  |  |  |  |  |  |  |  |
|  |                                               |  |  |  |  |  |  |  |  |  |  |  |  |  |  |  |
|  | 1. Adolf Hitler                               |  |  |  |  |  |  |  |  |  |  |  |  |  |  |  |
|  |                                               |  |  |  |  |  |  |  |  |  |  |  |  |  |  |  |
|  |                                               |  |  |  |  |  |  |  |  |  |  |  |  |  |  |  |
|  | 6. Johann Baptist Pölzl                       |  |  |  |  |  |  |  |  |  |  |  |  |  |  |  |
|  |                                               |  |  |  |  |  |  |  |  |  |  |  |  |  |  |  |
|  |                                               |  |  |  |  |  |  |  |  |  |  |  |  |  |  |  |
|  | 3. Klara Pölzl                                |  |  |  |  |  |  |  |  |  |  |  |  |  |  |  |
|  |                                               |  |  |  |  |  |  |  |  |  |  |  |  |  |  |  |
|  |                                               |  |  |  |  |  |  |  |  |  |  |  |  |  |  |  |
|  | 14. Martin Hiedler (=8.)                      |  |  |  |  |  |  |  |  |  |  |  |  |  |  |  |
|  |                                               |  |  |  |  |  |  |  |  |  |  |  |  |  |  |  |
|  |                                               |  |  |  |  |  |  |  |  |  |  |  |  |  |  |  |
|  | 10. Johann Nepomuk Hüttler                    |  |  |  |  |  |  |  |  |  |  |  |  |  |  |  |
|  |                                               |  |  |  |  |  |  |  |  |  |  |  |  |  |  |  |
|  |                                               |  |  |  |  |  |  |  |  |  |  |  |  |  |  |  |
|  | 15. Anna Maria Göschl (=9.)                   |  |  |  |  |  |  |  |  |  |  |  |  |  |  |  |
|  |                                               |  |  |  |  |  |  |  |  |  |  |  |  |  |  |  |
|  |                                               |  |  |  |  |  |  |  |  |  |  |  |  |  |  |  |
|  | 7. Johanna Hüttler                            |  |  |  |  |  |  |  |  |  |  |  |  |  |  |  |
|  |                                               |  |  |  |  |  |  |  |  |  |  |  |  |  |  |  |
|  |                                               |  |  |  |  |  |  |  |  |  |  |  |  |  |  |  |
|  | 11. Eva Maria Decker                          |  |  |  |  |  |  |  |  |  |  |  |  |  |  |  |
|  |                                               |  |  |  |  |  |  |  |  |  |  |  |  |  |  |  |
|  |                                               |  |  |  |  |  |  |  |  |  |  |  |  |  |  |  |